# Parafia Imienia Najświętszej Maryi Panny i św. Jana Nepomucena w Ejsymontach Wielkich
Parafia Imienia Najświętszej Maryi Panny i św. Jana Nepomucena w Ejsymontach Wielkich – rzymskokatolicka parafia znajdująca się w Ejsymontach Wielkich, w diecezji grodzieńskiej, w dekanacie Brzostowica Wielka, na Białorusi.
Liczy ok. 1076 wiernych.

## Historia
Pierwszy, drewniany kościół pw. Najświętszego Imienia Maryi w Ejsymontach Wielkich fundacji Anny Ejsmont i jej syna Jakuba powstał w 1659. Znajdował się w nim obraz Matki Bożej Ejsymontowskiej, już w połowie XVII w. uważany za cudowny. Kościół miał wówczas status sanktuarium maryjnego. Świątynia ta spłonęła w 1722. W 1728 na jej miejscu wzniesiono kolejny drewniany kościół. W 1748 powstał trzeci kościół. Ze względu na zły stan świątyni w latach 1843–1850 wybudowano nowy, murowany kościół. 14 kwietnia 1851 został on poświęcony pod obecnym wezwaniem.
W latach międzywojennych parafia leżała w archidiecezji wileńskiej, w dekanacie Łunna. Posiadała kaplicę filialną w Żukiewiczach. W 1939 liczyła ok. 3000 wiernych.
Parafia działała, pomimo że po zakończeniu wojny znajdowała się w granicach ZSRR. W latach 1975–1990 nie miała jednak kapłana. Nabożeństwa sprawowali księża z okolicznych parafii. W czasach sowieckich zniszczony został cmentarz parafialny.